# Liste des évêques puis archevêques de Vilnius
Évêques de Vilnius (Vilna, Wilna, Wilno) diocèse depuis 1388 et archidiocèse (archidiocèse de Vilnius) depuis 1925,:
| Évêques suffragants – Diocèse                     | Évêques suffragants – Diocèse        | Évêques suffragants – Diocèse                                                     |
| ------------------------------------------------- | ------------------------------------ | --------------------------------------------------------------------------------- |
| Noms                                              | Dates                                | Remarques                                                                         |
| Andrzej Jastrzębiec OFM                           | 1388 – 14 novembre 1398              |                                                                                   |
| Jakub Plichta OFM                                 | 5 May 1399 – 7 février 1407          |                                                                                   |
| Mikołaj Gorzkowski                                | janvier 1408 – 1414                  |                                                                                   |
| Piotr Krakowczyk                                  | 15 février 1415 – 22 décembre 1422   |                                                                                   |
| Matthias of Trakai                                | 4 mai 1422 – 9 mai 1453              |                                                                                   |
| Mikołaj z Sołecznik                               | 17 octobre 1453 – 29 septembre 1467  |                                                                                   |
| Jan I                                             | 4 mai 1468 – 1481                    |                                                                                   |
| Andrzej II                                        | 27 août 1481 – 1491                  |                                                                                   |
| Wojciech Tabor                                    | 1er avril 1492 – 27 mars 1507        |                                                                                   |
| Wojciech Radziwiłł                                | 10 septembre 1507 – 19 avril 1519    |                                                                                   |
| Jean des ducs Lituaniens (en)                     | 23 septembre 1519 – 15 mars 1536     |                                                                                   |
| Prince Paweł Holszański                           | 15 mars 1536 – 4 septembre 1555      |                                                                                   |
| Walerian Protasewicz                              | 10 avril 1556 – 31 décembre 1579     |                                                                                   |
| Jerzy Radziwiłł                                   | 31 décembre 1579 – 9 août 1591       |                                                                                   |
| Benedykt Woyna (pl)                               | 31 juillet 1600 – 22 octobre 1615    |                                                                                   |
| Eustachy Wołłowicz                                | 18 mai 1616 – 19 janvier 1630        |                                                                                   |
| Abraham Woyna (en)                                | 24 mars 1631 – 14 avril 1649         |                                                                                   |
| Jerzy Tyszkiewicz (pl)                            | 9 décembre 1649 – 17 janvier 1656    |                                                                                   |
| Jan Karol Dowgiałło Zawisza                       | 16 octobre 1656 – 9 mars 1661        |                                                                                   |
| Jerzy Białłozor                                   | 21 novembre 1661 – 17 mai 1665       |                                                                                   |
| Aleksander Kazimierz Sapieha                      | 18 juillet 1667 – 22 mai 1671        |                                                                                   |
| Mikołaj Stefan Pac                                | 22 mai 1672 – 8 mai 1684             |                                                                                   |
| Aleksander Kotowicz                               | 9 avril 1685 – 30 novembre 1686      |                                                                                   |
| Konstanty Kazimierz Brzostowski                   | 24 novembre 1687 – 24 octobre 1722   |                                                                                   |
| Maciej Ancuta                                     | 24 octobre 1722 – 18 janvier 1723    |                                                                                   |
| Karol Piotr Pancerzyński                          | 11 September 1724 – 19 February 1729 |                                                                                   |
| Michał Jan Zienkowicz (pl)                        | 2 octobre 1730 – 23 janvier 1762     |                                                                                   |
| Ignacy Jakub Massalski                            | 29 mars 1762 – 28 juin 1794          |                                                                                   |
| Jan Nepomucen Kossakowski (pl)                    | 9 août 1798 – 26 août 1808           |                                                                                   |
| Hieronim Stroynowski                              | 26 septembre 1814 – 5 août 1815      |                                                                                   |
| Andrzej Benedykt Klangiewicz                      | 14 décembre 1840 – 27 décembre 1841  |                                                                                   |
| Wacław Żyliński                                   | 3 juillet 1848 – 27 octobre 1856     |                                                                                   |
| Adam Stanisław Krasiński                          | 27 septembre 1858 – 15 mars 1883     |                                                                                   |
| Karol Hryniewiecki                                | 15 mars 1883 – 30 décembre 1889      |                                                                                   |
| Antoni Franciszek Audziewicz                      | 30 décembre 1889 – 10 juin 1895      |                                                                                   |
| Stefan Aleksander Zwierowicz                      | 21 juillet 1897 – 2 septembre 1902   |                                                                                   |
| Eduard von der Ropp                               | 9 novembre 1903 – 25 juillet 1917    |                                                                                   |
| Jurgis Matulaitis-Matulevičius (Jerzy Matulewicz) | 23 octobre 1918 – 14 juillet 1925    |                                                                                   |
| Archevêques – Archevêché                          |                                      |                                                                                   |
| Jan Cieplak                                       | 14 décembre 1925 – 17 février 1926   | nommé, décédé avant la prise de fonction                                          |
| Romuald Jałbrzykowski (de)                        | 24 juin 1926 – 19 juin 1955          | emprisonné par les Allemands entre 1942 et 1944, en 1945 le siège est à Białystok |
| Julijonas Steponavičius                           | 7 février 1989 – 18 juin 1991        |                                                                                   |
| Audrys Juozas Bačkis                              | 24 décembre 1991 – 5 avril 2013      | cardinal                                                                          |
| Gintaras Grušas                                   | 23 avril 2013 – actuel               |                                                                                   |

## Évêques auxiliaires
- Cyprian Wiliski (pl),  O.P.  (3 mars 1572 – 1594), également évêque titulaire de Méthone (de)
- Mikołaj Pawłowicz Pac (pl) (Mikalojus Pacas)(Mikołaj Pac) (9 septembre 1602 – 29 mars 1610), également évêque titulaire de Méthone (de)
- Abraham Woyna (pl) (Abraomas Voina) (25 mai 1611 – 20 juillet 1626 nommé, évêque de Žemaičiai), également évêque titulaire de Méthone (de)
- Jerzy Tyszkiewicz (pl) (Jurgis Tiškevičius) (17 mai 1627 – 19 décembre 1633 nommé, évêque de Žemaičiai), également évêque titulaire de Méthone (de)
- Stanisław Nieborski (pl) (12 juin 1634 – 27 mai 1644), également évêque titulaire de Méthone (de)
- Hieronim Władysław Sanguszko (pl), S.J. (12 décembre 1644 – 31 mai 1655), également évêque titulaire de Méthone (de)
- Teodor Skuminowicz (pl) (Skumin)  (12 août 1652 – 24 septembre 1668)[3],[4], également évêque titulaire de Gratianopolis (de)
- Aleksander Kazimierz Sapieha  (2 août 1655 – 12 janvier 1660 nommé, évêque de Žemaičiai), également évêque titulaire de Méthone (de)
- Gothard Jan Tyzenhaus (pl) (Gotthard Johann von Tiesenhausen) (5 avril 1661 – 17 septembre 1668), également évêque titulaire de Méthone (de)
- Mikołaj Słupski (pl) (3 juin 1669 – 1691), également évêque titulaire de Gratianopolis (de)
- Władysław Silnicki (pl) (15 février 1683 – 8 février 1692, également évêque titulaire de Thermopyles (de)
- Jonas Jeronimas Krišpinas (pl)  (30 août 1694 – 19 septembre 1695), également évêque titulaire de Salona
- Jan Mikołaj Zgierski (pl) (2 janvier 1696 – 25 janvier 1706), également évêque titulaire de Martyropolis (de)
- Wojciech Izdebski (pl) (18 juin 1696 – 3 novembre 1702), également évêque titulaire de Raulia
- Aleksander Mikołaj Horain (pl) (15 septembre 1704 – 23 décembre 1711), également évêque titulaire de Tibériade
- Maciej Józef Ancuta (pl) (1er octobre 1710 – 14 juin 1717 nommé, évêque coadjuteur de Vilnius), également évêque titulaire de Mosynople (de)
- Karol Piotr Pancerzyński (pl) (5 octobre 1712 – 31 mai 1721 nommé, évêque de Smoleńsk (en) le 11 septembre 1724), également évêque titulaire d'Hiérapolis-en-Isaurie (de)
- Bogusław Korwin Gosiewski (pl) (20 avril 1722 – 29 janvier 1725), également évêque titulaire d'Acanthe (de)
- Jerzy Kazimierz Ancuta (pl) (27 septembre 1723 – 26 septembre 1737), également évêque titulaire d'Antipatris (de)
- Antoni Józef Żółkowski (pl) (7 décembre 1744 – 19 janvier 1763), également évêque titulaire d'Alalis (de)
- Tomasz Ignacy Zienkowicz (pl) (21 juillet 1755 – 19 novembre 1781), également évêque titulaire d'Aréopolis (de)
- Józef Kazimierz Kossakowski (pl) (13 mars 1775 – 17 septembre 1781 nommé, évêque d'Inflanty (en)), également évêque titulaire de Cinna (de)
- Jan Stefan Giedroyć (pl) (22 août 1763 – 22 avril 1765), également évêque titulaire de Verinopolis (de)
- Feliks Towiański (pl), O.F.M. Conv.  (1er décembre 1766 - ), également évêque titulaire de Carpasia (de)
- Stanisław Bohusz Siestrzeńcewicz (pl) (12 juillet 1773 – 11 décembre 1783), également évêque titulaire de Mallus (de)
- Franciszek Alojzy Gzowski (pl) (23 septembre 1782 – 1786), également évêque titulaire de Thespiae (de)
- Piotr Aleksander Toczyłowski (pl) (23 septembre 1782 – 14 décembre 1793), également évêque titulaire de Belline (de)
- Dawid Zygmunt Pilchowski (pl) (1er juin 1795 – 22 décembre 1803), également évêque titulaire d'Echinus (de)
- Jerzy Antoni Połubiński (pl) (27 juin 1796 – 1801), également évêque titulaire de Loryma (de)
- Ignacy Houwalt (pl) (20 août 1804 – 5 mai 1807), également évêque titulaire d'Arad (de)
- Andrzej Chołoniewski (pl) (20 août 1804 – 1819), également évêque titulaire d'Arathia
- Nikodem Puzyna (pl) (26 septembre 1814 – 22 octobre 1819), également évêque titulaire de Satala-en-Arménie (de)
- Tadeusz Kundzicz (pl) (10 juillet 1815 – 15 janvier 1829), également évêque titulaire de Anastasiopolis (de)
- Andrzej Benedykt Kłągiewicz (pl) (15 mars 1830, nommé évêque de Vilnius), également évêque titulaire de Chrysopolis-en-Arabie (de)
- Jan Kajetan Cywiński (pl) (17 décembre 1840 – 17 novembre 1846), également évêque titulaire de Dercos (de)
- Kazimierz Roch Dmochowski (pl) (17 décembre 1840 – 3 juillet 1848), également évêque titulaire de Meloë-en-Lycie (de)
- Kazimierz Mikołaj Michalkiewicz (pl) (12 janvier 1923 – 16 février 1940), également évêque titulaire de Thyatira (de)
- Mečislovas Reinys (en) (18 juillet 1940 – 8 novembre 1953), également évêque titulaire de Tiddi (de)
- Władysław Suszyński (pl) (nommé le 19 janvier 1948, administrateur apostolique de Vilnius le 3 juillet 1968), également évêque titulaire de Tabbora (de)
- Juozas Tunaitis (lt) (8 mai 1991 – 4 mars 2010), également évêque titulaire de Sassura (de)
- Jonas Boruta, S.J. (28 mai 1997 – 5 janvier 2002), également évêque titulaire de Vulturaria (de)
- Edward Ozorowski (de) (31 janvier 1979 – 5 juin 1991), également évêque titulaire de Bitettum (de)
- Arūnas Poniškaitis (pl) (5 février 2010), également évêque titulaire de Sinna (de)